# Be Theite
Be Theite, auch Bé Téite oder Bétéide (irisch „lüsternes Weib“), ist eine Sagengestalt aus der keltischen Mythologie Irlands.
Sie wird im Lebor Gabála Érenn („Das Buch der Landnahmen Irlands“), genau wie die anderen Töchtern der Flidais und des Tuirenn, Bé Chuma und Fand, als mannstolle verführerische Frau in einigen Erzählungen erwähnt. Ihre dritte Schwester Danann kämpft auf der Seite der Túatha Dé Danann in der Schlacht von Cath Maige Tuired („Die Schlacht von Mag Tuired“).